# Ibaan
Ibaan es un municipio filipino de segunda clase, perteneciente a la provincia de Batangas, en la isla de Luzón.

## Historia
El pueblo, fundado en 1832 por el obispo Manuel Grijalvo, tenía contabilizada hacia mediados del siglo XIX una población de 7226 habitantes, repartidos en 1214 casas. Aparece descrito en el segundo volumen del Diccionario geográfico, estadístico, histórico de las Islas Filipinas (1851) de Manuel Buzeta Núñez y Felipe Bravo con las siguientes palabras:

IBAAN: pueblo con cura y gobernadorcillo, en la isla de Luzon, prov. de Batangas, dióc. del arz. de Manila; se halla sit. en los 124° 48' 30" long,, 13° 48' 40" lat., en terreno llano, entre dos rios afluentes del rio Calampan, que corre ½ leg. al S. de la poblacion; disfruta esta de buena ventilacion, y su clima es templado y saludable. Fue fundado en 1832 por el Excmo., Ilmo. y Rmo. ob. Fr. Manuel Grijalvo. En el dia tiene como unas 1,214 casas, en general de sencilla construccion, entre las que se distinguen por su buena fábrica, la casa parroquial y la de comunidad, llamada tambien de justicia ó tribunal: hay escuela de primeras letras, dotada de los fondos de comunidad, á la que concurren muchos alumnos; la igl. parroquial es de buena fábrica, y está administrada por un misionero agustino calzado. Próximo á esta se halla el cementerio, el cual es bastante capaz y ventilado. Comunicase este pueblo con sus inmediatos por medio de caminos de herradura, y recibe de Batangas, cab. de la prov. el correo semanal establecido en la isla. El termino confina por N. N. E. con el del Rosario (á 2 leg.); por N. S. O. con el de San José (á 1 ½; por O. con el de Bauang (á 3); por S. S. O. con el de Batangas, de cuya cap. ó cab. dista 2 leg., y por E. se estiende el término considerablemente, llegando hasta la elevada cordillera, que se descubre hácia esta parte de Oriente. El terreno es bastante desigual y lo bañan varios rios que lo fertilizan. En sus montes se crian buenas maderas de construccion y ebanistería; abunda en sus bosque el malavin, el banaba, el palo Maria, el palo tinte, el apreciable ébano etc., hay muchas clases de palmas y bejucos, y se recoge bastante miel y cera, que depositan las abejas en los huecos de los troncos de los árboles y en cuantos sitios encuentran á propósito para ello. En la parte reducida á cultivo, las principales prod. son, arroz, maiz, cacao, caña dulce, algodon, abacá, pimienta, añil, ajonjoli, cocos y otras varias clases de frutas, como tambien algunas legumbres. Ademas de todas estas producciones, tienen tambien muchos frutales silvestres y un gran número de raices alimenticias. La ind. de sus habitantes consiste en el beneficio de sus tierras, la caza, el corte de maderas, que utilizan para diferentes usos, y la fabricacion de algunas telas ordinarias á cuyo trabajo se dedican especialmente las mugeres. El com. se reduce á esportar del sobrante de sus producciones naturales é industriales y á la importacion de algunos de los que carecen. pobl. 7,226 alm., 1,551 trib., que ascienden á 15,510 rs. plata, equivalentes á 38,275 rs. vn.
(Buzeta y Bravo, 1851, pp. 80-81)

En 2020, tenía censados 58 507 habitantes.